# Обидовичский сельсовет
 Оби́довичский сельсовет (бел. Абідавіцкі сельсавет) — административно-территориальная единица Быховского района Могилёвской области Белоруссии.

## Состав
Включает населённые пункты:
- Веть — деревня.
- Громада — посёлок.
- Долгое — деревня.
- Дружба — деревня.
- Заболотное — посёлок.
- Искань — деревня.
- Круглица — деревня.
- Кулага — деревня.
- Лосевка — деревня.
- Малые Борки — деревня.
- Обидовичи — агрогородок.
- Онелино — деревня.
- Палки — деревня.
- Погорки — деревня.
- Поляниновичи — деревня.
- Пролетарий — деревня.
- Селец — деревня.
- Старое Село — деревня.
- Тристивка — деревня.

Упразднённые населённые пункты:
- Дорки — деревня.
- Липовица — деревня.
- Забродье — деревня.